# Doboszynka
Doboszynka – dawna leśniczówka. Tereny, na których leżała, znajdują się obecnie na Białorusi, w obwodzie witebskim, w rejonie głębockim, w sielsowiecie Podświle.

## Historia
W czasach zaborów w powiecie dziśnieńskim, w guberni wileńskiej Imperium Rosyjskiego.
W latach 1921–1945 folwark, a następnie leśniczówka leżała w Polsce, w województwie wileńskim, w powiecie dziśnieńskim, w gminie Plisa.
Według Powszechnego Spisu Ludności z 1921 roku zamieszkiwało tu 8 osób, wszystkie były wyznania rzymskokatolickiego i zadeklarowały polską przynależność narodową. Był tu 1 budynek mieszkalny. W 1931 był tu 1 niezamieszkany dom.
Wierni należeli do parafii rzymskokatolickiej w Bobrowszczyźnie. Miejscowość podlegała pod Sąd Grodzki w Głębokiem i Okręgowy w Wilnie; właściwy urząd pocztowy mieścił się w Plissie.